# Joan Marcet
Joan Marcet i Morera (Sabadell, 22 de abril de 1950) es un político y profesor universitario español, en seis ocasiones, diputado al Congreso.

## Biografía
Licenciado en Derecho por la Universidad de Barcelona (1973) y doctorado por la Autónoma de Barcelona (UAB) (1982), se diplomó en el Instituto de Estudios Políticos de París (1976). Es profesor titular de Derecho constitucional en la Universidad Autónoma barcelonesa.
En el ámbito político, fue miembro de Convergència Socialista de Catalunya, después del Partit Socialista de Catalunya-Congrés y, desde su constitución, del Partido de los Socialistas de Cataluña (PSC), formación política donde fue miembro de la Comisión Ejecutiva y del Consell Nacional y con la que fue elegido diputado al Congreso por la circunscripción de Barcelona en las elecciones generales de 1982, renovado escaño en cinco convocatorias electorales consecutivas más: 1986, 1989, 1993, 1996 y 2000. En la cámara fue vicepresidente del Congreso de los Diputados y miembro de la Diputación Permanente en dos periodos: 1989-1993 y 1996-2000. Formó parte de la ponencia de distintos proyectos y proposiciones de ley, de los que destacan las leyes orgánicas de reforma del sistema electoral y la reguladora del Tribunal Constitucional.
En 2004 fue nombrado vocal representante de la UAB en el consejo de gobierno del Institut d'Estudis Regionals i Metropolitans de Barcelona y director del Institut de Ciències Polítiques i Socials (UAB y Diputación de Barcelona).

## Obras
- Joan Marcet i Morera; José Ramón Montero Gibert (2007).  Institut de Ciènces Polítiques i Socials, ed. Roads to democracy.: A tribute to Juan J. Linz. Barcelona. ISBN 978-84-608-0548-9.
- VV.AA.; Joan Marcet i Morera (2000). «Matemáticas y política».  En Jesús Ildefonso Díaz Díaz, ed. Jornada matemática : 21 de enero de 2000. ISBN 84-7943-138-5.
- VV.AA.; — (2004). «El Congreso de los Diputados».  En Juan Carlos Gavara de Cara, ed. Constitución : desarrollo, rasgos de identidad y valoración en el XXV aniversario (1978-2003). J. M. Bosch Editor. ISBN 84-7698-721-8.
- VV.AA.; — (2006). «El referéndum catalán del 18/J: apoyo, rechazo y abstención».  En Joaquín María Molins López-Rodó; Pablo Oñate Rubalcaba, eds. Elecciones y comportamiento electoral en la España multinivel. Centro de Investigaciones Sociológicas. ISBN 84-7476-416-5.